# Klart till drabbning
Klart till drabbning är en svensk komedifilm från 1937 i regi av Edvin Adolphson.

## Handling

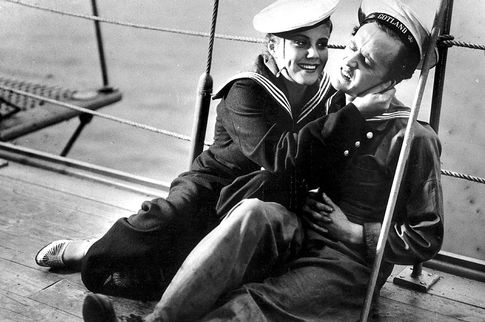
Scen ur Klar till drabbning. Sickan Carlsson och Åke Söderblom i sjömanskostymer. Båda ligger på båtdäck vid relingen och Sickan vill krama en motspänstig Åke Söderblom.

Flottisterna Tosse och Putte har fått landgångsförbud efter att ha kommit för sent till en uppställning. De skickas ändå iland av gunrummets hovmästare som ber dem hämta en korg med frukt. Men de upptäcks av styrman Göransson. 
De lyckas undkomma och när de tar sig tillbaka till sin kryssare får de lov att rädda direktörsdottern Britta som fallit i vattnet. Kvinnor ombord på kryssaren är dock strängt förbjudet.

## Om filmen
Filmen hade biopremiär i Sverige den 31 maj 1937på biograf Spegeln i Stockholm. Den har senare visats i SVT och gavs ut på DVD 2016. 
Åke Söderblom och Sickan Carlsson framförde i filmen titelmelodin "Klart till drabbning", en schlager vilken blev mycket populär. Söderblom hade skrivit texten till den och för musiken svarande Jules Sylvain.

## Rollista i urval
- Thor Modéen – Nr. 13 "Tosse" Karlsson
- Åke Söderblom – Nr. 21 "Putte" Pettersson
- Sickan Carlsson – Britta Birke
- Arnold Sjöstrand – löjtnant Tore Kinell
- Weyler Hildebrand – styrman Göransson
- Sven Bergvall – amiral vid prisutdelning
- Anna-Greta Adolphson – "Vivan", servitris på Strandcaféet
- Ruth Weijden – hennes mor Olivia, ägare till Strandcaféet
- John Precht – fartygschefen
- Carl Ström – direktör Birke, Brittas far
- Åke Jensen – löjtnant Wister
- Allan Bohlin – kapten
- Bror Bügler – fartygsläkare

### Fotnoter
1. 1 2  ”Klart till drabbning”. Svensk filmdatabas. 31 maj 1937. http://www.sfi.se/sv/svensk-filmdatabas/Item/?itemid=3826&type=MOVIE&iv=Basic. Läst 15 oktober 2016.
2. ↑  Klart till drabbning på Svensk Filmdatabas (handling)